# Список герцогов де Монморанси (Бофор)

Герб Шарля-Франсуа-Фредерика I де Монморанси-Люксембурга (1662—1726)

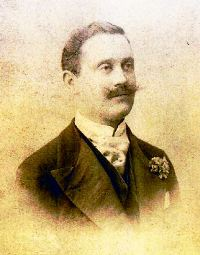
Луи де Талейран-Перигор, 7-й герцог де Монморанси (1867—1951)

Титул герцога де Монморанси создавался трижды в истории Франции. Впервые он был создан в 1551 году королем Франциском I для своего друга детства и соратника, барона Анн де Монморанси (1492—1567). В 1632 году после ареста и казни Генриха II де Монморанси (1595—1632), все титулы и владения герцога де Монморанси были конфискованы. Позднее герцогский титул был передан потомкам Шарлотты Маргариты де Монморанси и её супруга, Генриха II де Бурбона, принца Конде.
В 1689 году Генрих III де Бурбон, принц Конде (1643—1709), получил от короля Франции Людовика XIV разрешение на переименование герцогства де Монморанси в герцогство д’Энгиен, передав его своему сыну, Людовику III де Бурбон-Конде (1668—1710). Королевской грамотой в октябре 1689 года имя герцогства де Бофор было изменено на Монморанси, и, после того как Парижский парламент 2 января 1690 года зарегистрировал это пожалование, Шарль-Франсуа-Фредерик I де Монморанси-Люксембург (1662—1726) принял куртуазный титул герцога де Монморанси. Ему наследовал его сын, Шарль-Франсуа-Фредерик II де Монморанси-Люксембург (1702—1764). Ео младший сын, Анн-Франсуа де Монморанси-Люксембург (1735—1761), с рождения носил титул герцога де Монморанси в качестве титула учтивости. В 1764 году после смерти Шарля-Франсуа-Фредерика де Монморанси-Люксембурга титул герцога де Монморанси угас в мужском поколении.
Старшая дочь Анн-Франсуа де Монморанси-Люксембурга, Шарлотта Анна Франсуаза де Монморанси-Люксембург (1752—1829), с 1764 года носила титул герцогини де Монморанси-Бофор. В 1767 года она стала женой Анн-Леона II де Монморанси-Фоссё (1731—1799), который получил титул герцога де Бофора-Монморанси (по праву жены). В 1799 году ему наследовал их старший сын, Анн-Шарль-Франсуа де Монморанси (1768—1846). его сменил в 1846 году его единственный сын, Анн-Луи-Рауль-Виктор де Монморанси, герцог де Монморанси (1790—1862). Он скончался бездетным. Титулы дома де Монморанси перешли к потомству сестры герцога, Анн Луизы Шарлотты де Монморанси (1810—1858) и герцога Наполеона Луи де Талейрана (1811—1898).
В 1864 году герцогский титул получил Адальберт де Талейран-Перигор (1837—1915), второй сын Наполеона Луи де Талейрана-Перигора и Анн Луизы Шарлотты де Монморанси. Он женился на Кармен Марии Иде Агуадо и Макдоннел (1847—1880), от брака с которой у него был единственный сын, Луи де Талейран-Перигор (1867—1951). Он был трижды женат, но не имел детей. После его смерти титул герцога де Монморанси прервался.

## Дом Монморанси-Люксембург
- 1689—1726 : Шарль де Монморанси-Люксембург, 1-й герцог де Монморанси (28 февраля 1662 — 4 августа 1726), старший сын маршала Франции Франсуа-Анри де Монморанси-Люксембурга и Мадлен-Шарлотты-Бонны-Терезы де Клермон-Тоннер
- 1726—1764 : Шарль II де Монморанси-Люксембург, 2-й герцог де Монморанси (31 декабря 1702 — 18 мая 1764), сын предыдущего и Мари Жилонн Жийе де Клерамбо, внук маршала Люксембурга.
  - 1735—1761: Франсуа де Монморанси-Люксембург (9 декабря 1735 — 22 мая 1761), второй сын предыдущего и Мари-Софи-Эмили-Онорат Кольбер де Сеньеле, его титул учтивости — герцог де Монморанси
- 1764—1829 : Шарлотта Анна Франсуаза де Монморанси-Люксембург, 3-я герцогиня де Монморанси (17 ноября 1752 — 24 мая 1829), старшая дочь предыдущего и принцессы Луизы-Полины-Франсуазы де Монморанси-Люксембург (1734—1818), дочери Шарля-Франсуа-Кристиана де Монморанси-Люксембурга, принца де Тенгри, и Анн-Сабин Оливье де Сенозан.

## ДомМонморанси-Фоссё
- 1767—1799 : Анн-Леон II де Монморанси-Фоссё (11 августа 1731 — 1 сентября 1799), герцог де Монморанси (по праву жены), супруг с 1767 года Шарлотты де Монморанси-Люксембург, герцогини де Монморанси (1752—1829)
- 1799—1846 : Шарль III де Монморанси-Фоссё, 4-й герцог де Монморанси (28 июля 1768 — 25 мая 1846), старший сын предыдущего
- 1846—1862 : Рауль де Монморанси, 5-й герцог де Монморанси (14 декабря 1790 — 18 августа 1862), единственный сын предыдущего и Анны Луизы Каролины де Гойон де Матиньон (1774—1846).

## ДомТалейран-Перигор
- 1864—1915 : Николя Рауль Адальберт де Талейран-Перигор, 6-й герцог де Монморанси (29 марта 1837 — 25 марта 1915), племянник предыдущего, второй сын Наполеона-Луи де Талейрана-Перигора, герцога де Талейран и де Саган (1811—1898), и Анн Луизы Шарлотты де Монморанси (1810—1858)
- 1915—1951 : Луи де Талейран-Перигор, 7-й герцог де Монморанси (22 марта 1867 — 26 сентября 1951), единственный сын предыдущего и Кармен Агуадо и Макдоннел.